# Tetraplax ortrudae
Tetraplax ortrudae is een krabbensoort uit de familie van de Panopeidae. De wetenschappelijke naam van de soort is voor het eerst geldig gepubliceerd in 1967 door Türkay.